# Stanisław Osadnik
Stanisław Jakub Osadnik (ur. 1936) – polski inżynier łączności. Świadectwo dojrzałości uzyskał w II Liceum Ogólnokształcącym im. Stanisława Staszica w Tarnowskich Górach. Absolwent z 1960 Politechniki Wrocławskiej. Od 1992 r. profesor na Wydziale Elektroniki (od 2002 r. Elektroniki Mikrosystemów i Fotoniki) Politechniki Wrocławskiej.
Tytuł profesora zwyczajnego otrzymał 28 kwietnia 1992 z rąk prezydenta Lecha Wałęsy.